# لسين
اللُسين أو اللُسيناء (بالإنجليزية: Ligule)‏، هو عضو تشريحي ثمري يوجد في المنطقة المُتقاطعة بين الأوراق والساق في العديد من فصائل النباتات كالنجيلية والسعدية. ويكون أيضاً حزامي الشكل في التُويج، مثل العديد من أنواع النجمية.
في النجيلية والسعيدية يأخذ اللُسين عدة أشكال مُختلفة، وعادة ما يكون شفافاً وهامشي الشعر، ويكون قصيراً حيث يبلغ طوله ما بين 1-2 ملم (مثل قبأ المروج)، كما يصل أحياناً إلى ما بين 10 إلى 20 ملم (مثل السورغم الحلبي). وفي أنواع أخرى لا تمتلك لُسين.